# Astérix (satèl·lit)
Astérix, el primer satèl·lit francès, va ser llançat a l'espai el 26 de novembre de 1965 per un coet Diamant A d'Hammaguir, Algèria. Amb Astérix, França es va convertir en el sisè país en situar un satèl·lit artificial en òrbita després de: URSS (Sputnik 1, 1957), els Estats Units (Explorer 1, 1958), el Regne Unit (Ariel 1, 1962), Canadà (Alouette 1, 1962) i Itàlia (San Marco 1, 1964), i el tercer en llançar un satèl·lit en els seus propis recursos (els satèl·lits del Regne Unit, Canadà i Itàlia van ser llançats en coets estatunidencs). El satèl·lit va ser dissenyat originalment A-1, com el primer satèl·lit de l'exèrcit francès, però més tard rebatejat pel popular personatge de còmic francès Asterix.

## Dades
- Pes: 42 kg
- Perigeu: 527 km
- Apogeu: 1697 km
- Inclinació: 34,3 graus
- Període orbital: 107,5 minuts i 5 segons